# Just One Last Time
«Just One Last Time» —en español: «Sólo una vez más»— es una canción realizada por el disc jockey francés, David Guetta, con la colaboración del grupo de cantantes suecos, Taped Rai; incluida como el segundo sencillo del relanzamiento de Nothing But the Beat, titulado Nothing But The Beat 2.0. Fue estrenada el 15 de noviembre de 2012.
Su video musical se estrenó el 3 de diciembre de 2012 en Youtube, y fue dirigido por Colin Tilley. El video logró superar las 2 millones de visitas en menos de cuatro días. 

## Video musical
El video musical de «Just One Last Time» fue grabado en la ciudad de Los Ángeles entre el 25 y el 28 de octubre de 2012, y fue dirigido con el exitoso Colin Tilley, quien también dirigió el video de I Can Only Imagine del DJ.
El video comienza cuando el protagonista de la historia entra en una casa y sube a su cuarto donde encuentra una carta, quemada, se da cuenta de que su esposa murió en un incendio y él viaja al pasado para salvarla. Esa noche, se va a escondidas de su casa, y se reúne con sus amigos a para jugar al billar, entre ellos David Guetta. De repente, el hombre recibe una llamada y sale corriendo, se sube al coche, el cual es conducido por David Guetta, y van rápidamente a casa. Al llegar se da cuenta de que la casa arde en llamas con su esposa adentro. Y pese a que los bomberos que estaba ahí quisieron impedir que entrara, el hombre no hace caso y corre a socorrer a su esposa. Con toda la fuerza que puede, entra en el incendio, quiere entrar al cuarto pero la entrada estaba en llamas, el grita esto lo hago por ti y corre rompiendo las paredes hasta llegar a su habitación. Al llegar abraza y besa a su esposa, y se apresura en salir del incendio. La toma en brazos y saltan por la ventana. Al caer el hombre muere, pero su esposa sobrevive. Este es el motivo por el cual la canción se llama Just One Last Time Que quiere decir Una vez más Mientras esta historia ocurre, paralelamente se ve a David Guetta en un lugar rodeado de llamas. 
El vídeo logró en tres días sobrepasar los 2.000.000 de visitas, por lo que se alza como un gran éxito en Youtube.

## Lista de canciones y formatos
| EP digital |                                             |          |  |
| N.º        | Título                                      | Duración |  |
| 1.         | «Just One Last Time» (Extended)             | 5:41     |  |
| 2.         | «Just One Last Time» (Tiësto Remix)         | 7:06     |  |
| 3.         | «Just One Last Time» (Hard Rock Sofa Remix) | 6:41     |  |
| 4.         | «Just One Last Time» (Deniz Koyu Remix)     | 6:41     |  |

| Sencillo en CD |                                                    |          |  |
| N.º            | Título                                             | Duración |  |
| 1.             | «Just One Last Time»                               | 3:42     |  |
| 2.             | «Just One Last Time» (Extended)                    | 5:41     |  |
| 3.             | «Just One Last Time» (Hard Rock Sofa Big Room Mix) | 6:41     |  |

## Posicionamiento en listas y certificaciones
| Lista (2012)                          | Mejor posición |
| ------------------------------------- | -------------- |
| Alemania (Media Control AG)           | 45             |
| Austria (Ö3 Austria Top 40)           | 31             |
| Bélgica (Flandes) (Ultratop 50)       | 45             |
| Bélgica (Valonia) (Ultratop 50)       | 18             |
| Escocia (The Official Charts Company) | 13             |
| España (Top 100 Canciones)            | 25             |
| Francia (SNEP)                        | 14             |
| Hungría (Rádiós Top 40)               | 34             |
| Irlanda (IRMA)                        | 16             |
| Nueva Zelanda (Recorded Music NZ)     | 24             |
| Países Bajos (Dutch Top 40)           | 35             |
| Reino Unido (UK Dance Chart)          | 3              |
| Reino Unido (UK Singles Chart)        | 20             |
| Suiza (Schweizer Hitparade)           | 44             |

| País   | Organismo certificador | Certificación | Ref.   |
| ------ | ---------------------- | ------------- | ------ |
| Italia | FIMI                   | Disco de Oro  | [ 18 ] |

## Historial de lanzamientos
| País        | Fecha                   | Formato                          | Discográfica   | Ref.   |
| ----------- | ----------------------- | -------------------------------- | -------------- | ------ |
| Francia     | 25 de noviembre de 2012 | Descarga digital                 | What a Music   | [ 3 ]  |
| Australia   | 25 de noviembre de 2012 | Descarga digital                 | Virgin Records | [ 19 ] |
| Reino Unido | 31 de diciembre de 2012 | Descarga digital, sencillo de CD | Virgin Records | [ 20 ] |